# Liu Gaoyang
Liu Gaoyang (chinesisch 劉高陽 / 刘高阳, Pinyin Liú Gāoyáng; * 13. Juni 1996) ist eine chinesische Tischtennisspielerin. Sie ist Linkshänderin und verwendet die europäische Shakehand-Schlägerhaltung.

## Turnierergebnisse
| Verband | Veranstaltung             | Jahr | Ort            | Land | Einzel        | Doppel        | Mixed      | Team | U-21   |
| ------- | ------------------------- | ---- | -------------- | ---- | ------------- | ------------- | ---------- | ---- | ------ |
| CHN     | Olympische Jugendspiele   | 2014 | Nanjing        | CHN  | Gold          |               | Gold       | 1    |        |
| CHN     | World Tour                | 2019 | Budapest       | HUN  | letzte 16     |               |            |      |        |
| CHN     | World Tour                | 2018 | Panagjurischte | BUL  | Halbfinale    | Silber        |            |      |        |
| CHN     | World Tour                | 2018 | Linz           | AUT  | letzte 64     | Halbfinale    |            |      |        |
| CHN     | World Tour                | 2018 | Stockholm      | SWE  | letzte 16     | Silber        |            |      |        |
| CHN     | World Tour                | 2018 | Olmütz         | CZE  | letzte 16     | Gold          |            |      |        |
| CHN     | World Tour                | 2017 | Linz           | AUT  | letzte 16     |               |            |      |        |
| CHN     | World Tour                | 2016 | Berlin         | GER  | letzte 32     |               |            |      |        |
| CHN     | World Tour                | 2014 | Doha           | QAT  | Viertelfinale | Silber        |            |      |        |
| CHN     | World Tour                | 2013 | Incheon        | KOR  | letzte 32     | Viertelfinale |            |      |        |
| CHN     | World Tour                | 2013 | Yokohama       | JPN  | Viertelfinale | letzte 16     |            |      | Silber |
| CHN     | World Tour                | 2013 | Bremen         | GER  | letzte 32     | letzte 32     |            |      |        |
| CHN     | World Tour                | 2013 | Spała          | POL  | letzte 32     | Halbfinale    |            |      |        |
| CHN     | World Tour Grand Finals   | 2018 | Incheon        | KOR  |               | Viertelfinale |            |      |        |
| CHN     | Jugend-Asienmeisterschaft | 2014 | Mumbai         | IND  | Halbfinale    |               |            | 1    |        |
| CHN     | Jugend-Asienmeisterschaft | 2012 | Jiangyin       | CHN  | Halbfinale    |               |            |      |        |
| CHN     | Jugend-Asienmeisterschaft | 2011 | Neu-Delhi      | IND  | Gold          |               |            | 1    |        |
| CHN     | Jugend-Weltmeisterschaft  | 2014 | Shanghai       | CHN  | Viertelfinale | Gold          | Halbfinale | 1    |        |
| CHN     | Jugend-Weltmeisterschaft  | 2013 | Rabat          | MAR  | Silber        | Silber        | letzte 16  | 1    |        |
| CHN     | Jugend-Weltmeisterschaft  | 2012 | Hyderabad      | IND  | Viertelfinale | Silber        | Gold       | 1    |        |